# Pastorie Gouwekerk

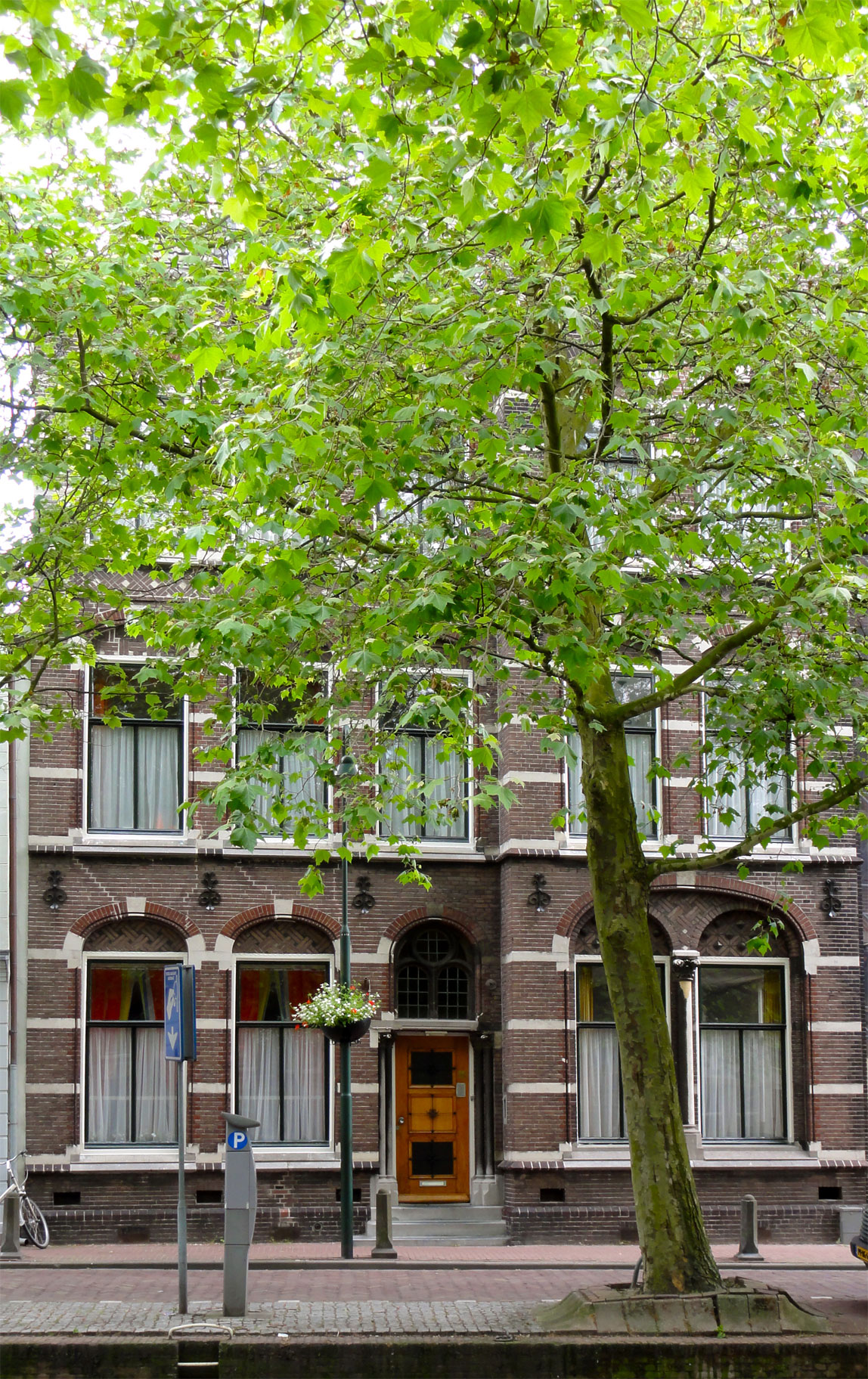
Pastorie van de voormalige Sint-Jozefkerk aan de Gouwe te Gouda

De pastorie van de Gouwekerk (voorheen de Sint-Jozefkerk) staat aan de Hoge Gouwe 39 in de Nederlandse stad Gouda.
Pater Gregorius Simpernel vestigde in de eerste helft van de 17e eeuw een zogenaamde schuilkerk aan de Gouwe. Deze kerk werd in 1732 vervangen door een nieuw gebouwde kerk en na een brand in 1767 opnieuw opgebouwd. In 1853 werd deze kerk, na het herstel van de bisschoppelijke hiërarchie in Nederland, officieel een parochiekerk, die als naam kreeg de Sint-Jozefkerk. De voor de kerk gelegen bebouwing werd afgebroken. De Goudse architect C.P.W. Dessing ontwierp rond 1890 een nieuwe pastorie voor deze kerk. De pastorie werd gebouwd in neorenaissancestijl met kenmerkende versierde rondbogen boven de ramen en het metselmozaïek. Opvallend is het uitspringende gedeelte van de woning naast de ingang met twee vensters voorzien van één segmentboog rustend op een zuil van natuursteen.
Dezelfde architect bouwde 15 jaar later naast de pastorie en op de plaats van de oude schuilkerk een nieuwe Sint-Jozefkerk in neogotische stijl, die in de volksmond Gouwekerk werd genoemd. In 1979 werd de kerk verkocht aan de Stichting Johan Maasbach Wereldzending.
De pastorie is erkend als rijksmonument.